# 池田王
池田王（いけだおう、生没年不詳）は、奈良時代の皇族。天武天皇の孫。知太政官事・舎人親王の四男。官位は三品・糾政尹。

## 経歴
天平7年（735年）二世王の蔭位により無位から従四位下に直叙される。
天平勝宝6年（754年）正月に19年ぶりに昇叙され従四位上となる。のち畿内巡察使・弾正尹を歴任。天平勝宝9歳（757年）4月皇太子・道祖王を廃すにあたり、摂津大夫・文室珍努と左大弁・大伴古麻呂から代わりの皇太子に推挙される。しかし、孝謙天皇から孝行に欠けると評されて退けられ、弟の大炊王（のち淳仁天皇）が皇太子に冊立された。同年正四位上・刑部卿に叙任。
天平宝字2年（758年）淳仁天皇の即位に伴って従三位に叙せられる。翌天平宝字3年（759年）淳仁天皇が舎人親王に対して崇道盡敬皇帝の尊号を追贈した際に、池田王は天皇の兄弟として親王宣下を受けて三品に叙せられ、まもなく糺政尹に任ぜられる。天平宝字7年（762年）母親が橘奈良麻呂の乱に関与した者の一族であったことからかつて皇族籍から削除していた自らの子女5名について、御長真人姓の下賜を上表し許されている。天平宝字9年（764年）に発生した藤原仲麻呂の乱では、藤原仲麻呂とは行動を共にしなかったものの、事前に馬を集めて仲麻呂と謀反の相談をしていたとして、親王から諸王に戻され土佐国への流罪となった。

## 官歴など
『続日本紀』による。
- 天平7年（735年） 4月23日：従四位下
- 天平勝宝6年（754年） 正月16日：従四位上。7月20日：造山司（藤原宮子）。11月1日：畿内巡察使
- 時期不明：弾正尹
- 天平勝宝8歳（756年） 12月30日：講梵網経の元興寺使
- 天平勝宝9歳（757年） 5月20日：正四位上、6月16日：刑部卿
- 時期不明：摂津大夫
- 天平宝字2年（758年） 8月1日：従三位。8月19日：伊勢神宮へ派遣される
- 天平宝字3年（759年） 6月16日：親王宣下、三品。7月3日：糾政尹
- 天平宝字4年（760年） 6月7日：山作司（光明皇后）
- 天平宝字5年（761年） 10月11日：稲十万束を下賜
- 天平宝字8年（764年） 10月9日：諸王へ戻される、土佐国へ流罪

## 系譜
- 父：舎人親王
- 母：不詳
- 生母不詳の子女
  - 男子：藤野王[3]
  - 男子：御長仲嗣[3]
  - 男子：御長広岳[3]（749-817）
  - 女子：
  - 女子：